# 普扎伊科韋
48°6′41″N 29°49′42″E / 48.11139°N 29.82833°E
普扎伊科韋（烏克蘭語：Пужайкове）是位於烏克蘭西南部的村莊，由敖德萨州波季利斯克区的皮什恰納市鎮負責管轄。該村處於薩夫蘭河畔，始建於1792年，面積7.05平方公里，海拔高度106米，2001年人口2,163。